# Sept Jours de perm
Pour plus de détails, voir Fiche technique et Distribution.
Sept Jours de perm (titre original : Seven Days' Leave) est un film américain en noir et blanc réalisé par Tim Whelan, sorti en 1942.
Une suite sera tournée en 1944 : Sept Jours à terre.

## Synopsis
Le soldat Johnny héritage soudainement de cent mille dollars. Cependant, le testament stipule qu'il ne pourra toucher l'argent que s'il épouse, dans un délai maximum de sept jours, une jeune femme qu'il n'a jamais vue Terry.

## Fiche technique
- Titre français : Sept Jours de perm
- Titre original : Seven Days' Leave
- Réalisation : Tim Whelan
- Scénario : William Bowers, Ralph Spence, Curtis Kenyon, Kenneth Earl
- Producteur : Tim Whelan
- Société de distribution : RKO Pictures
- Musique : Roy Webb
- Photographie : Robert De Grasse
- Montage : Robert Wise
- Pays d'origine : États-Unis
- Genre : Comédie musicale, Comédie romantique
- Format : noir et blanc - 1,37:1 - son : Mono (RCA Sound System)
- Durée : 82 minutes
- Dates de sortie : 
  - États-Unis : 13 novembre 1942
  - France : 25 mai 1945

## Distribution
- Victor Mature : Johnny Grey
- Lucille Ball : Terry Havelock-Allen
- Harold Peary : Throckmorton P. Gildersleeve
- Mapy Cortés : Mapy Cortés
- Ginny Simms : elle-même
- Les Brown : lui-même
- Freddy Martin : lui-même
- Marcy McGuire : Mickey Havelock-Allen
- Arnold Stang : Bitsy
- Buddy Clark : lui-même
- Ralph Edwards
- Peter Lind Hayes : Speak Jackson
- Mary Stuart (non créditée) : une fille